# Gérard Zalcman
 (octobre 2024).
Gérard Zalcman est un médecin pneumologue français, chercheur en oncologie thoracique et biologie du cancer, spécialisé dans l'étude des cancers du poumon. Après avoir dirigé pendant 14 ans le Service de Pneumologie et oncologie thoracique du CHU de Caen, depuis 2015, le Pr Zalcman dirige le service d’oncologie thoracique de l’hôpital Bichat – Claude Bernard, et est rattaché à l’unité INSERM U830 « Cancer, hétérogénéité et plasticité » au centre de recherche de l’Institut Curie. Il a été nommé directeur médical de l’Institut du Cancer AP-HP Nord en septembre 2021. Ses travaux portent principalement sur la compréhension des mécanismes moléculaires impliqués dans le développement des tumeurs pulmonaires et sur le développement de nouvelles thérapies ciblées.

## Parcours universitaire et scientifique
Il a effectué son cursus médical à la Faculté de Médecine de Paris, a été reçu à l'Internat de Paris en 1981, et s’est spécialisé en pneumologie, oncologie et biologie moléculaire à l’Université Paris 7 – Hôpital Saint Louis. Après l’obtention de son doctorat de médecine en 1992, il bénéficié d'un poste d'accueil INSERM de chercheur à l’Institut Curie de 1993 à 1994 dans l'Unité 248. Il a obtenu son doctorat en bases fondamentales de l'oncogénèse en 1996. Entre 1994 et 1998, il a exercé les fonctions de Chef de Clinique Assistant (Université Paris 7), au sein du Service de Pneumologie de l'Hôpital Saint-Louis, tout en poursuivant ses recherches à Curie. Il a été nommé Praticien-spécialiste à l’Institut Curie, et exercé au sein du Département d'Oncologie Médicale, de 1998 à 2001. Titulaire d'un DESC de cancérologie en 2000, il a été nommé professeur des Universités-Praticien hospitalier en Pneumologie au CHU de Caen en 2001, où il est devenu chef du Service en 2004, puis Président de la Fédération de cancérologie. Il a créé le Centre de Recherche Clinique du CHU de Caen en 2009. Il a animé un groupe de recherche dédié à la biologie du cancer bronchique au sein de l'Unité INSERM 1086. En 2015, il a créé le Service d'oncologie thoracique de l'Hôpital l’hôpital Bichat – Claude Bernard (AP-HP.Nord), à Paris, qu'il dirige depuis.

## Travaux
Le Pr Zalcman a commencé sa carrière scientifique en travaillant sur les protéines Rho,, et leur implication dans la régulation du cytosquelette, l’adhésion cellulaire et la motilité. Il s’est intéressé par la suite au rôle dans la carcinogénèse bronchique des mutations du gène p53, et à l'utilisation des auto-anticorps anti-p53 dans le diagnostic précoce et le suivi sous traitement des cancers broncho-pulmonaires,. Au sein de l'UMR 1086, à Caen, il a concentré son travail de recherche sur les altérations de la voie de signalisation RASSF1A / YAP dans le cancer du poumon,. Il a également été investigateur dans plus de 60 essais de phase I, II et III dans le domaine du cancer du poumon, et du mésothéliome,,. Il est notamment le premier ou auteur senior des principaux essais cliniques de phase 3 qui fondent les standards actuels du traitement du mésothéliome pleural (essai MAPS, essai MAPS2, essai CheckMate 743), ayant validé l'efficacité du bévacizumab et de l'immunothérapie, dans cette maladie. Au sein de l'unité INSERM U830 de l'Institut Curie son travail de recherche actuel vise à la mise au point de dispositifs micro-fluidiques de co-cultures tridimensionnelles les « cancer-on chips », dans le but d’étudier le microenvironnement tumoral, et son influence sur l'efficacité des immunothérapies.

## Membre de sociétés scientifiques
- Président de l’Intergroupe Francophone de Cancérologie Thoracique (IFCT) de 2011 à 2015[21]
- European Society for Medical Oncology (ESMO)
- American Society of Clinical Oncology (ASCO)
- International Association for the Study of Lung Cancer (IASLC)
- Société de Pneumologie de Langue Française (SPLF)
- European Respiratory Society (ERS)
- European Asssociation for Cancer Research (EACR)

## Liens
- Ressources relatives à la recherche :   - Canal-U
  - Dimensions
  - ORCID
- Notices d'autorité :   - VIAF
  - ISNI
  - IdRef